# A.O.T.: Wings of Freedom
A. O. T.: Wings of Freedom, international auch vermarktet als Attack on Titan: Wings of Freedom (jap.: 進撃の巨人 Shingeki no Kyojin), ist ein Actionspiel des japanischen Entwicklers Omega Force, basierend auf dem Manga und der Animeserie Attack on Titan. Publisher Koei Tecmo veröffentlichte das Spiel 2016 für die Spielkonsolen PlayStation 4, PlayStation 3, PlayStation Vita, Xbox One sowie für Windows-PCs.

## Handlung
Die Menschheit wird von riesigen Menschenfressern, den sogenannten Titanen, bedroht. Drei riesige Mauerringe (Maria, Rose und Sina) sicherten lange Zeit das letzte Refugium der Menschheit gegen ihre unerbittlichen Feinde ab. Dann jedoch erschien ein außergewöhnlich großer Titan, der sog. Kolossale Titan, und durchbrach den äußersten Wall Maria. Die Titanen konnten eindringen und fraßen unzählige Menschen, darunter die Mutter des Protagonisten Eren Jäger. Die Menschen flüchteten sich hinter den Schutz des zweiten Walls Rose. Von dort aus versucht das Militär das Gebiet zwischen den Wällen wieder von den Titanen zurückzuerobern. Eren schwört den Titanen Rache für den Tod seiner Mutter und tritt dem militärischen Aufklärungstrupp bei, der vielfach Missionen im Gebiet zwischen den Mauern übernimmt.
Die Kampagne des Spiels deckt inhaltlich die Ereignisse der ersten Anime-Staffel  bzw. der Manga-Kapitel 1 bis 33 ab und lässt den Spieler verschiedene Schlüsselszenen der Reihe, aber auch neue Szenen bestreiten. Sie besteht aus insgesamt 20 Missionen.

## Entwicklung
Die Arbeiten zu dem Spiel begannen Ende 2013/Anfang 2014. Das Spiel wurde mit Fokus auf die PlayStation-4-Fassung konzipiert. 2015 kündigte der japanische Publisher Koei Tecmo an, dass sein Entwicklungsstudio Omega Force an einer Softwareumsetzung von Attack on Titan arbeite. Für Deutschland bestätigte Koei Tecmo im April 2016 die Veröffentlichung unter dem Titel A.O.T.: Wings of Freedom. Physische Versionen wurden jedoch lediglich für PlayStation 4 und Xbox One angekündigt, für PC, PlayStation 3 und PlayStation Vita wurde für Deutschland lediglich die digitale Distribution angeboten.

## Rezeption
Das Spiel erhielt gemischte Bewertungen.

„Vom Spiel zu Attack on Titan bin ich jedoch maßlos enttäuscht. Die brachiale Schwertakrobatik haben die Entwickler zwar hervorragend umgesetzt, abgesehen von den (auf Dauer extrem eintönigen) Kämpfen hat das Abenteuer aber nichts zu bieten. Keiner der beiden Schwierigkeitsgrade ist befriedigend gebalanced, die Titanen-KI ist dumm wie Brot und die schicken Zwischensequenzen wurden teilweise zu sehr gekürzt.“

„Nicht nicht nur für Freunde der Vorlage schöne Action, die sich mit der oft chaotischen und unübersichtlichen Kameraarbeit selbst ins Bein schießt.“

In der ersten Verkaufswoche in Japan erreichten alle drei PlayStation-Versionen die Verkaufscharts. Die Vita-Fassung erreicht hinter KanColle Kai den zweiten Platz  der Verkaufscharts (62.111 Kopie), die PS4-Fassung Platz 3 (61.156 Kopien) und die PS3-Fassung Platz 8 (27.415 Kopien). Das entspricht einer Gesamtzahl von 150.682 verkauften Exemplaren. Zusammen mit den Verkäufen auf dem westlichen Markt erreichte das Spiel bis Ende des Jahres eine weltweite Gesamtverkaufszahl von rund 700.000 Kopien. Das veranlasste Koei Tecmo zur Ankündigung einer Fortsetzung. Es kam 2018 als A.O.T. 2 bzw. Attack on Titan 2 auf den Markt.